# روجا جمنكار
روجا جمنكار (بالفارسية: روجا چمنکار) (20 مايو 1981 في بوشهر، إيران شاعرة إيرانية.

## النشأة
ولدت بعد عامين من الثورة الإيرانية عام 1979، درست الأدب والسينما في طهران. حصلت على درجة الدكتوراه في الأدب الفارسي في ستراسبورغ.شاركت في عدد من المهرجانات الشعرية الدولية، بما في ذلك بينالي الشعر. تم نشر قصائدها في العديد من المجلات والصحف الإيرانية، كما قامت بإخراج فيلم واحد وقدّمت العديد من البرامج التلفزيونية للأطفال في إيران.

## المؤلفات
- لقد ذهبت ، أحضر لي بعض الجنوب
- تسعة احجار
- الهروب من شفتي من السقف